# Ōza 1997
L'Ōza 1997 è stata la quarantacinquesima edizione del torneo goistico giapponese Ōza.

## Svolgimento

### Fase preliminare
La fase preliminare serve a determinare chi accede al torneo per la selezione dello sfidante. Consiste in una serie di tornei preliminari iniziali, i cui vincitori si qualificano al torneo per la determinazione dello sfidante.
- W indica vittoria col bianco
- B indica vittoria col nero
- X indica la sconfitta
- +R indica che la partita si è conclusa per abbandono
- +N indica lo scarto dei punti a fine partita
- +F indica la vittoria per forfeit
- +T indica la vittoria per timeout
- +? indica una vittoria con scarto sconosciuto
- V indica una vittoria in cui non si conosce scarto e colore del giocatore

|  | Primo turno       | Primo turno       | Primo turno |  |  | Secondo turno     | Secondo turno     | Secondo turno   |       |              | Semifinali   | Semifinali   | Semifinali |  |  | Finale | Finale | Finale |
|  |                   |                   |             |  |  |                   |                   |                 |       |              |              |              |            |  |  |        |        |        |
|  | Masaki Takemiya   |                   |             |  |  |                   |                   |                 |       |              |              |              |            |  |  |        |        |        |
|  | Satoru Kobayashi  | Satoru Kobayashi  |             |  |  | Masaki Takemiya   | Masaki Takemiya   |                 |       |              |              |              |            |  |  |        |        |        |
|  | Satoshi Kataoka   | Satoshi Kataoka   |             |  |  | Kimio Yamada]     | Kimio Yamada]     | B+R             |       |              |              |              |            |  |  |        |        |        |
|  | Kimio Yamada      | Kimio Yamada      | W+2,5       |  |  |                   |                   |                 |       | Kimio Yamada | Kimio Yamada | W+R          |            |  |  |        |        |        |
|  | Hiroshi Yamashiro | Hiroshi Yamashiro |             |  |  |                   | Hironari Nakano   | Hironari Nakano |       |              |              |              |            |  |  |        |        |        |
|  | Hironari Nakano   | Hironari Nakano   | B+0,5       |  |  | Hironari Nakano   | Hironari Nakano   | W+18,5          |       |              |              |              |            |  |  |        |        |        |
|  | Norimoto Yoda     | Norimoto Yoda     |             |  |  | Satsuo Ushinohama | Satsuo Ushinohama |                 |       |              |              |              |            |  |  |        |        |        |
|  | Satsuo Ushinohama | Satsuo Ushinohama | W+2,5       |  |  |                   |                   |                 |       |              | Kimio Yamada | Kimio Yamada | W+4,5      |  |  |        |        |        |
|  | Ō Meien           | Ō Meien           | B+R         |  |  |                   | Ō Rissei          | Ō Rissei        |       |              |              |              |            |  |  |        |        |        |
|  | Cho Chikun        | Cho Chikun        |             |  |  | Ō Meien           | Ō Meien           | W+4,5           |       |              |              |              |            |  |  |        |        |        |
|  | Kōichi Kobayashi  | Kōichi Kobayashi  | B+0,5       |  |  | Kōichi Kobayashi  | Kōichi Kobayashi  |                 |       |              |              |              |            |  |  |        |        |        |
|  | Masao Kato        | Masao Kato        |             |  |  |                   |                   |                 |       | Ō Meien      | Ō Meien      |              |            |  |  |        |        |        |
|  | Satoshi Yuki      | Satoshi Yuki      | B+R         |  |  |                   | Ō Rissei          | Ō Rissei        | B+6,5 |              |              |              |            |  |  |        |        |        |
|  | Yasuhiko Onda     | Yasuhiko Onda     |             |  |  | Satoshi Yuki      | Satoshi Yuki      |                 |       |              |              |              |            |  |  |        |        |        |
|  | Ō Rissei          | Ō Rissei          | W+R         |  |  | Ō Rissei          | Ō Rissei          | W+R             |       |              |              |              |            |  |  |        |        |        |
|  | Hideyuki Fujisawa |                   |             |  |  |                   |                   |                 |       |              |              |              |            |  |  |        |        |        |

### Finale
La finale è una sfida al meglio delle cinque partite.